# Mola Rasa
Mola Rasa är ett berg i Spanien.   Det ligger i provinsen Província de Tarragona och regionen Katalonien, i den östra delen av landet, 400 km öster om huvudstaden Madrid. Toppen på Mola Rasa är 604 meter över havet, eller 67 meter över den omgivande terrängen. Bredden vid basen är 0,82 km.
Terrängen runt Mola Rasa är huvudsakligen kuperad. Runt Mola Rasa är det glesbefolkat, med 16 invånare per kvadratkilometer. Närmaste större samhälle är Tortosa, 18,4 km sydost om Mola Rasa. 